# Sean Ardoin
Sean Ardoin, né en 1970 à Lake Charles, Louisiane, est un musicien et chanteur américain de zydeco, trois fois nommé aux Grammy Awards. Il est principalement connu pour ses apparitions sur scène, notamment au Carnegie Hall et au New Orleans Jazz and Heritage Festival, et à la télévision, ainsi que pour ses enregistrements, notamment Kreole Rock and Soul, et le single Kick Rocks.

## Origines
Sean Ardoin est né à Eunice, en Louisiane, dans un milieu familial imprégné de la culture musicale cajun. Il est cousin d'Amédé Ardoin, surnommé « le père du Zydeco » par les spécialistes pour avoir jeté les bases de la musique créole au début du XXe siècle.
Avec son frère cadet l'accordéoniste hip-hop zydeco Chris Ardoin, il est le petit-fils du célèbre musicien créole Alphonse "Bois Sec" Ardoin. Son père est Lawrence "Black" Ardoin, musicien à la convergence de la tradition cajun et de la musique créole des Afro-Américains d'aujourd'hui.

## Carrière
Avant la sortie de Kreole Rock and Soul, Sean Ardoin était surtout connu pour la sortie de Pullin' en 2001, ainsi que pour l'album de 2009 How Great Is Your Love (en), premier album notable de zydeco gospel.
Il sort l'album Kreole Rock and Soul en novembre 2018, titre qui est en même temps le nom du nouveau genre musical qu'il a créé. Cet album est nommé aux Grammy Awards 2019 dans la catégorie « Meilleur album de musique roots régionale » (Best Regional Roots Music Album), et Sean Ardoin est également nommé dans la catégorie « Meilleure prestation roots américaine » (Best American Roots Performance) pour la chanson Kick Rocks.
À cette période il se produit aussi à la télévision, et joue sur MTV dans les séries Road Rules (en) , The Real World, Fraternity Life (en), Sorority Life (en), ainsi que dans BET's Comic View (en) , et est invité sur NCIS: New Orleans de CBS Primetime, Southern Charm New Orleans (en) de Bravo TV et dans la série Queen Sugar (en) sur la chaîne OWN d'Oprah Winfrey,.
En 2017, il fonde le Kreole Hall of Fame afin de faire reconnaître et célébrer les contributions des Créoles de Louisiane et du monde entier.
En 2019, Ardoin est l'invité de l'émission The Late Show du populaire Stephen Colbert.
En 2020, il sort l'album Came Thru Pullin' et, avec le saxophoniste Kirk Whalum, le titre What Do You See, un single et une vidéo  qui s'attaquent de front au racisme et à l'injustice dont sont victimes les hommes noirs en Amérique, chanson devenue un hymne viral du mouvement Black Lives Matter, à la suite de la mort de George Floyd.
En 2022 il se produit au Louisiana Cajun-Zydeco Festival. La même année son album Kreole Rock and Soul est nommé pour les Grammy Awards dans la catégorie « Meilleur album de musique Roots régionale » (Best Regional Roots Music Album), pour Full Circle.

## Discographie

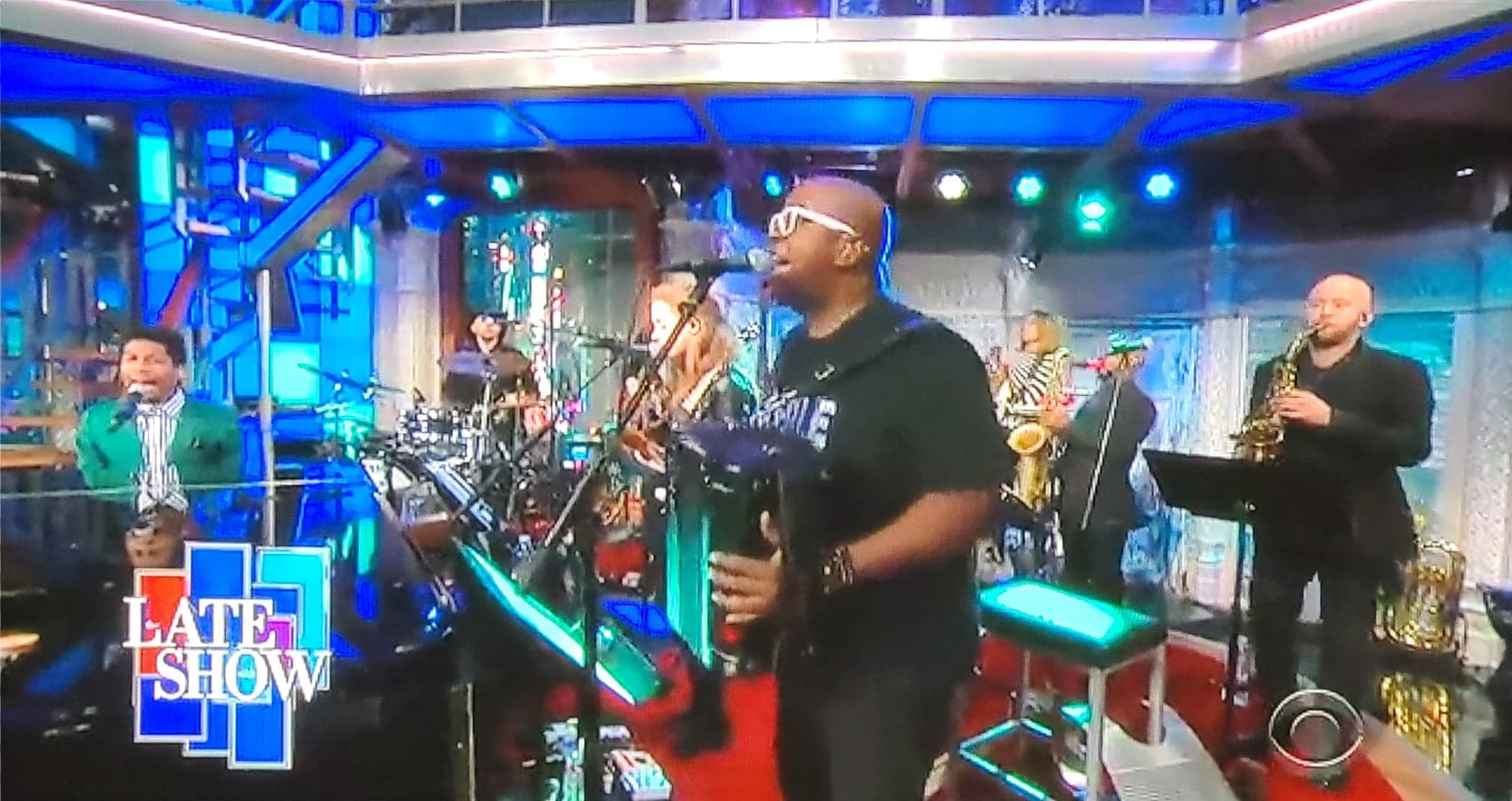
Sean Ardoin dans « The Late Show with Stephen Colbert » en 2019

- 1991 Lawrence Ardoin and Lanniappe -  Maison de Soul
- 1994 Chris Ardoin and Double Clutchin  That's the Lick! (Maison de Soul)
- 1995 Chris Ardoin and Double Clutchin Lick it up (Maison de Soul)
- 1997 Chris Ardoin and Double Clutchin Gon be Jus Fine (Rounder Records)
- 1998 Chris Ardoin and Double Clutchin Turn the Page (Rounder Records)
- 1999 Sean Ardoin-n-Zydekool (self titled) (Zydekool Records)
- 2001 Sean Ardoin-n-Zydekool Pullin (Tomorrow Records)
- 2003 Sean Ardoin-n-Zydekool Home Brew (Tomorrow Records)
- 2004 Sean Ardoin-n-Zydekool Strictly for the Dancers (Zydekool Records)
- 2009 Sean Ardoin and R.O.G.K. How Great is Your Love (Zydekool Records)
- 2010 Sean Ardoin-n-Zydekool Final Chapter: New Beginning (Zydekool Records)
- 2013 Sean Ardoin-n-Zydekool RETURN OF THE KOOL (Zydekool Records)
- 2013 Creole United Non Jamais Fait (Creole United Records)
- 2016 Sean Ardoin-n-Zydekool Live at the Chicken Run (Zydekool Records)
- 2018 Creole United Tu Kekkchause a Korrek (Zydekool Records)
- 2018 Sean Ardoin Kreole Rock and Soul (Zydekool Records)
- 2020 Sean Ardoin Came Thru Pullin’ (Zydekool Records)
- 2023 Sean Ardoin Mosaic (Zydekool Records)